# ЦРУ: Операция «Алекса»
«ЦРУ: Операция „Алекса“» (англ. C.I.A. Code Name: Alexa) — фильм сирийского режиссёра и продюсера Джозефа Мерхи. Релиз фильма состоялся на Токийском международном кинофестивале 24 сентября 1992 года. Фильм был снят кинокомпанией PM Entertainment Group в штате Калифорния.

## Сюжет
При попытке побега из тюрьмы убит террорист. Его товарищи предпринимают попытку завладеть микрочипом, имплантированным в его тело, и одна из них попадает в руки ЦРУ. Сотрудникам спецслужбы удаётся убедить её работать на них.

## В ролях
- Лоренцо Ламас — Марк Грейвер
- Кэтлин Кинмонт — Алекса
- О. Дж. Симпсон — Ник Мёрфи
- Алекс Корд — Виктор Малер
- Памела Диксон — Шеф ЦРУ
- Джефф Григгс — Бенедетти
- Майкл Бэйли Смит — Влад
- Стивен Квадрос — Макс Малер
- Шонна Кобб — Таня
- Клэйтон Стэггс — Капитан О’Нил